# Protodiplogasteroides saperdae
Protodiplogasteroides saperdae är en rundmaskart. Protodiplogasteroides saperdae ingår i släktet Protodiplogasteroides och familjen Cylindrocorporidae. Inga underarter finns listade i Catalogue of Life.